# Divizia B 1950
Divizia B 1950 a fost al 11-lea sezon al celui de-al doilea nivel al sistemului de ligi ale fotbalului românesc.

## Formatul
S-a menținut formatul cu două serii, dar fiecare dintre ele având 12 echipe în loc de 14. La sfârșitul sezonului câștigătorii seriei au promovat în Divizia A și ultimele două locuri din fiecare serie au retrogradat în Campionatul Districtual. Tot acesta a fost primul sezon jucat în sistemul primăvară-toamnă, sistem impus de noua conducere a țării care avea legături strânse cu Uniunea Sovietică.

## Schimbări de echipe
| În Divizia B Promovate din Divizia C Armata Cluj CFR Iași Metalosport Oțelu Roșu Progresul ICAS București Retrogradate din Divizia A CFR Cluj CSU Cluj Metalochimic București Gaz Metan Mediaș | Din Divizia B Retrogradate în District Arsenal Sibiu Dermata Cluj CFR Ploiești CFR Turnu Severin Grivița CFR București Solvay Uioara Dezrobirea Constanța CAM Timișoara FC Călărași Șurianul Sebeș Promovate în Divizia A CFR Sibiu Metalochimic Reșița |

### Echipe redenumite
Majoritatea echipelor și-au schimbat numele pentru a avea inspirație sovietică, comunistă, militară sau legată de clasa muncitoare. Printre denumirile populare folosite au fost: Partizanul, Flamura Roșie sau Metalul, dar și unele inspirate direct de la echipele Moscovei: Dinamo, Locomotiv sau Spartac.
ARLUS Bacău a fost redenumit Flamura Roșie Bacău.
Astra Română Moreni a fost redenumită Partizanul Moreni.
CFR Arad a fost redenumit Locomotiva Arad.
CFR Cluj a fost redenumit Locomotiva Cluj.
CFR Galați a fost redenumit Locomotiva Galați.
CFR Iași a fost redenumit Locomotiva Iași.
CFR Oradea a fost redenumit Locomotiva Oradea.
CFR Satu Mare a fost redenumit Locomotiva Satu Mare.
Concordia Ploiești a fost redenumită Partizanul Ploiești.
CSM Baia Mare a fost redenumit FC Baia Mare. (echipa in istoria sa a avut mai multe denumiri.
CSU Cluj a fost redenumit Știința Cluj.
Dinamo B București a fost mutat la Orașul Stalin și redenumit ca Dinamo Orașul Stalin.
Gaz Metan Mediaș a fost redenumit Partizanul Mediaș.
IS Câmpia Turzii a fost redenumit Metalul Câmpia Turzii.
Metalochimic București a fost redenumit Metalul București.
Metalosport Oțelu Roșu a fost redenumit Metalul Oțelu Roșu.
Mica Brad a fost redenumit Metalul Brad.
Minerul Lupeni a fost redenumit Partizanul Lupeni.
Politehnica Iași a fost redenumită Știința Iași.
Textila Sfântu Gheorghe a fost redenumită Flamura Roșie Sfântu Gheorghe.
Țesătoria Română Pitești a fost redenumită Flamura Roșie Pitești.

### Alte echipe
Socec București (fosta Socec Lafayette) și Banca de Stat București au fuzionat, Socec fiind absorbită de Banca de Stat, care i-a și luat locul în liga a doua și a fost redenumită Spartac București .

## Clasamentele ligii

### Seria I
| Loc | Echipa                        | MJ | V  | E | Î  | GM | GP | DG  | Pct | Promovare sau retrogradare |
| --- | ----------------------------- | -- | -- | - | -- | -- | -- | --- | --- | -------------------------- |
| 1   | Dinamo Orașul Stalin (C, P)   | 22 | 15 | 3 | 4  | 43 | 14 | +29 | 33  | Promovare în Divizia A     |
| 2   | Metalul București             | 22 | 13 | 5 | 4  | 51 | 18 | +33 | 31  |                            |
| 3   | Partizanul Moreni             | 22 | 11 | 4 | 7  | 53 | 39 | +14 | 26  |                            |
| 4   | Spartac București             | 22 | 11 | 3 | 8  | 48 | 32 | +16 | 25  |                            |
| 5   | Partizanul Ploiești           | 22 | 9  | 6 | 7  | 48 | 45 | +3  | 24  |                            |
| 6   | Locomotiva Iași               | 22 | 8  | 8 | 6  | 29 | 29 | 0   | 24  |                            |
| 7   | Știința Iași                  | 22 | 6  | 9 | 7  | 24 | 32 | −8  | 21  |                            |
| 8   | Flamura Roșie Sfântu Gheorghe | 22 | 6  | 8 | 8  | 40 | 36 | +4  | 20  |                            |
| 9   | Flamura Roșie Pitești         | 22 | 7  | 6 | 9  | 43 | 45 | −2  | 20  |                            |
| 10  | Locomotiva Galați             | 22 | 7  | 5 | 10 | 35 | 48 | −13 | 19  |                            |
| 11  | Progresul ICAS București (R)  | 22 | 6  | 6 | 10 | 32 | 55 | −23 | 18  | Retrogradare în District   |
| 12  | Flamura Roșie Bacău (R)       | 22 | 1  | 1 | 20 | 17 | 70 | −53 | 3   | Retrogradare în District   |

### Seria II
| Loc | Echipa                 | MJ | V  | E | Î  | GM | GP | DG  | Pct | Promovare sau retrogradare |
| --- | ---------------------- | -- | -- | - | -- | -- | -- | --- | --- | -------------------------- |
| 1   | Știința Cluj (C, P)    | 22 | 14 | 6 | 2  | 47 | 16 | +31 | 34  | Promovare în Divizia A     |
| 2   | Armata Cluj            | 22 | 15 | 3 | 4  | 44 | 17 | +27 | 33  |                            |
| 3   | Partizanul Mediaș      | 22 | 14 | 0 | 8  | 37 | 27 | +10 | 28  |                            |
| 4   | Partizanul Lupeni      | 22 | 10 | 7 | 5  | 33 | 24 | +9  | 27  |                            |
| 5   | Locomotiva Arad        | 22 | 8  | 5 | 9  | 28 | 30 | −2  | 21  |                            |
| 6   | FC Baia Mare           | 22 | 9  | 3 | 10 | 30 | 36 | −6  | 21  |                            |
| 7   | Locomotiva Oradea      | 22 | 8  | 5 | 9  | 31 | 40 | −9  | 21  |                            |
| 8   | Locomotiva Cluj        | 22 | 7  | 5 | 10 | 42 | 34 | +8  | 19  |                            |
| 9   | Metalul Câmpia Turzii  | 22 | 7  | 4 | 11 | 36 | 38 | −2  | 18  |                            |
| 10  | Locomotiva Satu Mare   | 22 | 7  | 4 | 11 | 28 | 38 | −10 | 18  |                            |
| 11  | Metalul Oțelu Roșu (R) | 22 | 7  | 3 | 12 | 20 | 38 | −18 | 17  | Retrogradare în District   |
| 12  | Metalul Brad (R)       | 22 | 1  | 5 | 16 | 15 | 53 | −38 | 7   | Retrogradare în District   |